# Thaumatosmylus ornatus
Thaumatosmylus ornatus is een insect uit de familie watergaasvliegen (Osmylidae), die tot de orde netvleugeligen (Neuroptera) behoort. 
Thaumatosmylus ornatus is voor het eerst wetenschappelijk beschreven door Nakahara in 1955. De soort komt voor in Taiwan.